# Drasteria axuana
Drasteria axuana är en fjärilsart som beskrevs av Rudolf Püngeler 1906. Drasteria axuana ingår i släktet Drasteria och familjen nattflyn. Inga underarter finns listade i Catalogue of Life.